# UEFA plaketa
The UEFA Plaque je počasno priznanje dato od strane UEFA-e talijanskom nogometnom klubu Juventusu kada je osvojio tri velika Europska, odnono UEFA-ina natjecanja; Kup prvaka ili Ligu prvaka, Kup pobjednika kupova te Kup UEFA ili Europsku ligu (prva momčad koja je to uspjela).
Nagrada je bila pravokutna srebrna plaketa na kojoj se preklapaju tri trofeja koja predstavljaju tri osvojena natjecanja. Iznad je lovorov vijenac te grb UEFA-e. Na plaketi je također i urezan sljedeći tekst:
Dana 12. srpnja 1988., na početku izvlačenja parova za sezonu 1988./89. u Ženevi, bivši predsjednik UEFA-e Jacques Georges predstavio je nagradu prvi puta Juventusovom predsjedniku Giampieru Bonipertiju.